# 제3기 카얀데르 내각
제3기 카얀데르 내각(핀란드어: Cajanderin kolmas hallitus 카얀데린 콜마스 할리투스[*])은 핀란드 공화국의 스무 번째 내각이다. 1937년 3월 12일부터 1939년 12월 1일까지 지속되었다. 최초의 석간주 연정이었으며, 다수여당내각이었다.
내각 말미에 겨울전쟁이 개전했고, 그것 때문에 실각했다.
| 직책                                                              | 성명                      | 재임기간                         | 정당 | 정당       |
| ----------------------------------------------------------------- | ------------------------- | -------------------------------- | ---- | ---------- |
| 총리 Pääministeri                                                 | 아이모 카를로 카얀데르    | 1937년 3월 12일-1939년 12월 1일  |      | 국민진보당 |
| 외무장관 Ulkoasiainministeri                                      | 루돌프 홀스티             | 1937년 3월 12일-1938년 11월 16일 |      | 국민진보당 |
| 외무장관 Ulkoasiainministeri                                      | 배이뇌 보이온마 (대리)    | 1938년 11월 16일-1938년 12월 1일 |      | 사회민주당 |
| 외무장관 Ulkoasiainministeri                                      | 엘랴스 에르코             | 1938년 12월 12일-1939년 12월 1일 |      | 국민진보당 |
| 법무장관 Oikeusministeri                                          | 아르비 아흐마바라         | 1937년 3월 18일-1938년 1월 11일  |      | 무소속     |
| 법무장관 Oikeusministeri                                          | 알빈 에발드 라우타바라    | 1938년 1월 11일-1939년 10월 13일 |      | 무소속     |
| 법무장관 Oikeusministeri                                          | 요한 오토 쇠데르혤름      | 1939년 10월 13일-1939년 12월 1일 |      | 스웨덴인당 |
| 방위장관 Puolustusministeri                                       | 유호 니우카넨             | 1937년 3월 12일-1939년 12월 1일  |      | 농업동맹   |
| 내무장관 Sisäasiainministeri                                      | 우르호 칼레바 케코넨      | 1937년 3월 12일-1939년 12월 1일  |      | 농업동맹   |
| 재무장관 Valtiovarainministeri                                    | 배이뇌 탄네르             | 1937년 3월 12일-1939년 12월 1일  |      | 사회민주당 |
| 교육장관 Opetusministeri                                          | 우노 한눌라               | 1937년 3월 12일-1939년 12월 1일  |      | 농업동맹   |
| 농무장관 Maatalousministeri                                       | 페카 빌레 헤이키넨        | 1937년 3월 12일-1939년 12월 1일  |      | 농업동맹   |
| 농무장관보 Apulaismaatalousministeri                              | 유호 코이비스토           | 1937년 3월 12일-1939년 12월 1일  |      | 농업동맹   |
| 운수공공장관 Kulkulaitosten ja yleisten töiden ministeri          | 한네스 뤼외매             | 1937년 3월 12일-1938년 9월 2일   |      | 사회민주당 |
| 운수공공장관 Kulkulaitosten ja yleisten töiden ministeri          | 배이뇌 살로바라           | 1938년 9월 2일-1939년 12월 1일   |      | 사회민주당 |
| 운수공공장관보 Kulkulaitosten ja yleisten töiden apulaisministeri | 배이뇌 살로바라           | 1937년 3월 12일-1938년 9월 2일   |      | 사회민주당 |
| 운수공공장관보 Kulkulaitosten ja yleisten töiden apulaisministeri | 페테르 살메노야           | 1938년 9월 2일-1939년 12월 1일   |      | 사회민주당 |
| 상공장관 Kauppa- ja teollisuusministeri                           | 배이뇌 보이온마           | 1937년 3월 12일-1939년 12월 1일  |      | 사회민주당 |
| 사회장관 Sosiaaliministeri                                        | 야코 케토                 | 1937년 3월 12일-1937년 11월 9일  |      | 사회민주당 |
| 사회장관 Sosiaaliministeri                                        | 카를아우구스트 파게르홀름 | 1937년 11월 9일-1939년 12월 1일  |      | 사회민주당 |
| 사회장관보 Apulaissosiaaliministeri                               | 오스카리 레이니카이넨     | 1938년 9월 2일-1939년 7월 1일    |      | 사회민주당 |
| 국민원조장관 Kansanhuoltoministeri                                | 라이너 폰 피안트          | 1937년 3월 12일-1939년 12월 1일  |      | 무소속     |
| 무임소장관 Salkuton ministeri                                     | 에른스트 폰 보른          | 1937년 3월 12일-1939년 12월 1일  |      | 스웨덴인당 |

| 전임 제4기 칼리오 내각 | 제20대 핀란드 공화국의 내각 1937년 3월 12일-1939년 12월 1일 | 후임 제1기 뤼티 내각 |